# Afera rublowa
Afera rublowa – proceder zawieranie umów z rosyjskimi firmami na eksport towarów do Rosji i wystawiania fikcyjnych faktur eksportowych bez fizycznej dostawy towarów, za które polska strona otrzymywała płatności w rublach transferowych, wymienianych następnie przez Bank Handlowy na złotówki po oficjalnym kursie NBP. Był prowadzony w 1990 przez spółki nomenklaturowe (powiązane z przedsiębiorstwami państwowymi m.in. typu PHZ). Proceder został wykryty przez Najwyższą Izbę Kontroli.
Ze względu na to, że rubel transferowy był wirtualną walutą, która została zlikwidowana po 1 stycznia 1991, płatności te faktycznie obciążyły skarb państwa kwotą szacowaną na 400 milionów dolarów amerykańskich do momentu uregulowania wzajemnego zadłużenia z tytułu operacji pomiędzy Polską, a dawnym ZSRR. W wyniku porozumienia zawartego w 1994, wzajemnej kompensacie podlegały wszystkie wzajemne zobowiązania w rublach transferowych, USD, dolarach clearingowych i rublach radzieckich powstałe przed 1 stycznia 1991 roku – 7 mld rubli transferowych i 336 mln USD zobowiązań ZSRR skompensowano zobowiązaniami Polski w kwocie 4,7 mld rubli transferowych oraz 2 mld USD.